# Ddmasar
Ddmasar (in armeno Դդմասար?; precedentemente Ղաբաղթափա, Ghabaghtapa, Ghabakhtapa e Kabakhtapa) è un comune dell'Armenia di 161 abitanti (2001) della provincia di Aragatsotn.